# Pelastoneurus nigrifacies
Pelastoneurus nigrifacies är en tvåvingeart som beskrevs av Van Duzee 1923. Pelastoneurus nigrifacies ingår i släktet Pelastoneurus och familjen styltflugor.
Artens utbredningsområde är Guatemala. Inga underarter finns listade i Catalogue of Life.